# Philippe Stoffel-Munck
Philippe Stoffel-Munck, nascido dia 8 de agosto de 1968, é um professor francês de direito privado. Formado em 2001, ele ensinou na Universidade de Paris-Sud de 2001 a 2005. Ele ensina na Universidade Panthéon-Sorbonne desde 2005 e na escola HEAD e no Instituto Católico de Paris desde 2015.

## Estudos e carreira profissional
Philippe Stoffel-Munck completou o ensino fundamental e médio em Marselha.
Após o vestibular, ele estuda na Faculdade de direito e de ciência política de Aix-Marseille.
Após se formar em direito privado na Faculdade de direito de Aix-en-Provence (1993), Philippe Stoffel-Munck obteve o título de doutor em direito em 1998 com uma tese intitulada L'abus dans le contrat: essai d'une théorie (Abuso no contrato : ensaio sobre uma teoria) e tornou-se palestrante em 1999.
Em 2001, começou a ensinar na Universidade de Paris XII.
Em setembro de 2005, ele ingressou na Uniersidade de Paris 1 Panthéon-Sorbonne, onde ainda leciona direito civil.
Dia 16 de março de 2013, ele se pronuncia contra a adoção da lei que permite o casamento de casais no mesmo sexo, colocando seu nome em um texto, assinado por 170 acadêmicos francês, enviado aos membros du Senado.
Ele é atualmente professor de direito privado na Universidade de Panthéon Sorbonne. E também membro do Conselho de Administração da Faculdade de Direito da Sorbonne  .
Desde maio de 2020, o Ministério da Justiça o instruiu de criar e presidir a comissão para a reforma dos principais contratos especiais contidos no Código Civil. A comissão entregou seu relatório a Eric Dupond-Moretti, Ministro da Justiça, o 11 de abril de 2023  .

## Publicação de trabalhos
- Responsabilidade e direito contratual, dir. Ph. Le Tourneau, Dalloz Action, 2008
- Obrigações, com e seguindo Philippe Malaurie e Laurent Aynès, col. Direito civil, Defrénois, 2007